# Komitat Varasd
Komitat Varasd (węg. Varasd vármegye, chorw. Varaždinska županija) – komitat Królestwa Węgier i Trójjedynego Królestwa Chorwacji, Slawonii i Dalmacji. W 1910 roku liczył 293 612 mieszkańców, a jego powierzchnia wynosiła 2521,28 km².
Graniczył z komitatami: Zala, Belovár-Kőrös i Zágráb oraz austriackim Księstwem Krainy. Jego północną granicę stanowiła rzeka Drawa.